# Hemiceras maronita
Hemiceras maronita är en fjärilsart som beskrevs av William Schaus 1906. Hemiceras maronita ingår i släktet Hemiceras och familjen tandspinnare. Inga underarter finns listade i Catalogue of Life.